# Mazar-e Xarif
|  | No s'ha de confondre amb el poble tadjik de Mazori Sharif. |

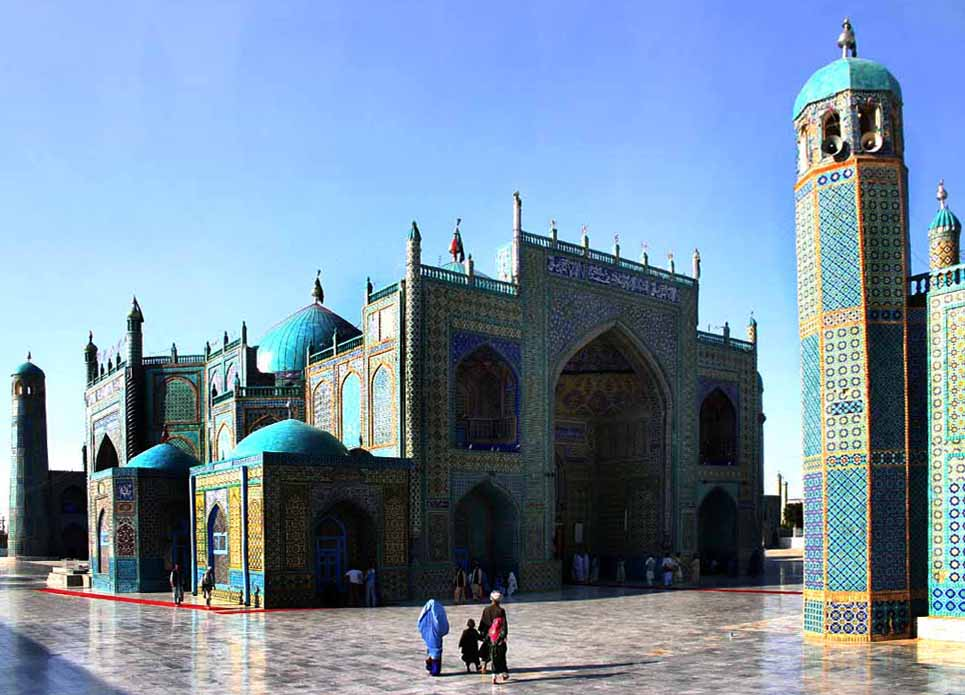
La gran mesquita blava de Mazar-e Xarif

Mazar-e Xarif (dari: مزارشریف, Mazār-e Šarīf; paixtu: مزارشریف) és la quarta ciutat més gran de l'Afganistan, amb uns 300.600 habitants (estimació de l'any 2006). Capital de la província de Balkh, al nord del país, està comunicada per carretera amb Kabul al sud-est, amb Herat a l'oest i amb l'Uzbekistan al nord. Les ruïnes de Balkh (que, fins al temps del timúrides, fou el principal centre urbà de la regió) estan a uns 20 km a l'oest. Disposa d'aeroport civil i militar.
El nom de Mazar-e Xarif (traduït a vegades com 'noble joier') fa referència al santuari del centre de la ciutat i a la seva mesquita, gran monument de teules blaves que els afganesos, ja siguin xiïtes o sunnites, consideren que és la tomba d'Alí, tot i que els historiadors creuen més aviat que està enterrat a Najaf (Iraq).
Les llengües principals en són el darí (dialecte persa de l'Afganistan) i l'uzbek. La ciutat és un centre turístic important a causa del seu patrimoni arquitectònic musulmà i de les restes arqueològiques hel·lenístiques.
L'economia local està dominada per l'agricultura (cotó, cereals i fruita) i la cria d'una raça de xais anomenats caracul, amb la llana dels quals es fabrica l'astracan. A petita escala, les prospeccions de petroli i de gas han estimulat les perspectives de la ciutat. Hi ha una mica de comerç amb l'Uzbekistan gràcies a l'anomenat Pont de l'Amistat que uneix aquests dos estats sobre el riu Amudarià.

## Història
La població antiga es deia Khayr i després fou rebatejada Khodja Khayran. Dues vegades hi fou «descoberta» la tomba d'Alí ibn Abi-Tàlib, la primera sota el soldà seljúcida Sanjar el 1135/1136, i la segona sota el timúrida Husayn Baykara (1470-1506) el 1480/1481. La seva autenticitat fou declarada indiscutible (tot i que es força dubtosa) i prop de la tomba es va construir un lloc de pelegrinatge (mazar) amb un mercat. La primera tomba, construïda per ordre de Sanjar, fou destruïda per Genguis Kan el 1220. La segona tomba encara existeix avui dia, i en data la construcció del 1481/1482. Sota els uzbeks, a partir del segle xvi, el mazar no tenia gaire importància, i s'esmenta poques vegades, tot i que alguns soldans uzbeks hi foren enterrats. Fins al segle xix, només s'esmenta la població com a Mazar. Després s'hi va afegir Xarif. El 1832, hi va estar Alexandre Burnes i era una petita localitat de 800 cases (5.000 habitants). El 1866, el governador del Turquestan afganès, Naib Alim Khan, que era xiïta, va escollir el lloc com a capital del seu govern i abandonà Balkh, que era malsana. El 1878, el general rus Marveyev la descriu com una de les millors poblacions de la part nord de l'Afganistan i li calcula uns 30.000 habitants.
Va agafar importància estratègica després de la intervenció soviètica a l'Afganistan del desembre del 1979, quan fou utilitzada com la seva principal base al nord. La ciutat, a més, era un dels llocs que donava més suport als comunistes. Quan els soviètics es van retirar el 1990, les milícies islamistes tadjiks d'Ahmad Shah Massud i Burhanuddin Rabbani (Jamaat-e-Islami) i els uzbeks (Moviment Nacional Islàmic de l'Afganistan o Jumbesh-e Melli), dirigits per Abdul Rashid Dostum (general comunista d'ètnia uzbeka que va canviar de bàndol), la van disputar a la guarnició del govern de Najubullah; Dostum la va ocupar (1992) i es va aliar a Massud. Sota el general Dostum, la ciutat va gaudir de completa pau del 1992 al 1997, mentre els talibans ocupaven la resta del país. El nord de l'Afganistan va esdevenir autònom amb moneda pròpia, una aerolínia, i altres signes de sobirania. Un dels seus aliats, Abdul Malik Pahlawan, es va rebel·lar el maig del 1997, i després d'un temps de lluita Dostum va abandonar la ciutat, que estava amenaçada pels talibans; aquestos van intentar ocupar la ciutat el maig i el juliol del 1997, sense èxit. Abdul Malik i els seus guerriller hazares xiïtes van matar uns tres mil talibans. En revenja, els talibans van iniciar el 8 d'agost del 1998 una matança d'hazares
 i, finalment, la ciutat fou ocupada pels talibans, i és la darrera ciutat a caure a les seves mans. En la contraofensiva dels afganesos antitalibans, l'anomenada Aliança del Nord (Massud, Dostum i d'altres, oficialment anomenada Front Unit Islàmic per la Salvació de l'Afganistan) va rebre important suport dels americans amb intensos bombardejos; la ciutat fou ocupada el 9 de novembre del 2001; la derrota dels talibans en aquest combat aviat va ensorrar el seu front. Dos mil talibans que es van rendir foren assassinats per les forces de l'Aliança del Nord amb la tolerància dels americans. Les tombes foren trobades per investigadors de les Nacions Unides,
 però l'administració Bush va bloquejar posteriors investigacions. Durant un any, hi va haver enfrontaments entre els diferents comandants vencedors. El govern establert a Kabul pels americans va assolir-ne finalment el control amb el suport de les forces d'ocupació. Un cos d'exèrcit del país va establir la base a la ciutat. L'equip de la ISAF (Força Internacional d'Assistència i de Seguretat) està sota comandament alemany i el seu quarter és a Camp Marmal, prop de l'aeroport. El contingent noruec té la base a Camp Nidaros i inclou també soldats letons. L'equip de reconstrucció provincial és dirigit per Suècia.